# 지정초등학교 송암분교
지정초등학교 송암분교는 대한민국 강원도 원주시에 있었던 공립 초등학교이다. 2003년 본교와 통합되었다.

## 연혁
- 1946년 11월 12일 지정국민학교 송암분교장 설립인가
- 1974년 9월 10일 송암국민학교로 승격
- 1989년 3월 1일 지정국민학교 송암분교장으로 격하
- 1996년 3월 1일 지정초등학교 송암분교로 개칭
- 2003년 9월 1일 지정초등학교에 통합되어 폐지